# مازیار ناظمی
مازیار ناظمی (زادهٔ ۱۳۴۹ در تهران) رئیس فدراسیون موتورسواری و اتومبیل‌رانی ایران و مجری و خبرنگار سابق صدا و سیمای جمهوری اسلامی ایران است. از دیگر سمت‌های وی می‌توان به سرپرستی فدراسیون اتومبیلرانی (۱۳۹۸–۱۳۹۹) و ریاست روابط عمومی وزارت ورزش و جوانان(۱۳۹۲–۱۳۹۹) نام برد.

## در رسانه
ناظمی از جمله گویندگان سازمان صدا و سیمای جمهوری اسلامی ایران است و به عنوان سردبیر و مجری در واحد خبر تلویزیون ایران فعالیت می‌کند. وی در رادیو ایران و رادیو گفت و گو هم تهیه‌کننده و سردبیر بوده‌است. مازیار ناظمی از سال ۱۳۹۰ اجرای برنامه تلویزیونی "تهران ۲۰" شبکه تهران را هم بر عهده دارد و با این برنامه مجری برتر انتخابات ریاست جمهوری ایران در سال ۱۳۹۲ شد. مازیار ناظمی در مهر ۹۲ به عنوان رئیس مرکز روابط عمومی و اطلاع‌رسانی وزارت ورزش و جوانان معرفی شد و از سال ۱۳۹۴ نیز سرپرست اداره کل بین‌الملل وزارت ورزش و جوانان گردید.
ناظمی دو دوره نیز عضو هیئت رئیسه و نایب رئیس انجمن نویسندگان، خبرنگاران و عکاسان ورزشی ایران بوده‌است. مازیار ناظمی در بهمن ۱۳۹۸ با حکم وزیر ورزش و جوانان سرپرست فدراسیون اتومبیل‌رانی و موتورسواری ایران شد

## دیدگاه‌ها، جنجال‌ها و اخبار پیرامونی
- در یکی از اظهار نظرهای خود نسبت به روند فعلی خصوصی‌سازی فوتبال در ایران انتقاد نموده خصوصی‌سازی در فوتبال ایران را «خصوصی بازی!» نامیده و آن را بسیار خطرناک دانسته‌است.[۴]
- ازجمله اقدامات مازیار ناظمی جنجال‌آفرینی مکالمه خصوصی با علی دایی بوده‌است، این فایل صوتی گویا بخشی از مکالمه خصوصی تلفنی بین ناظمی و دایی است که در آن ناظمی از دایی درخواست می‌کند قید شکایت از مایلی کهن را بزند، مازیار ناظمی بعدها در این رابطه گفت که "این موضوع را قبول دارم که نباید گفت‌وگوی دوستانه‌ام با دایی را در اختیار کاربران می‌گذاشتم. شیطان وسوسه‌ام کرد و فقط برای مدت ۱۰ دقیقه آن را در وبلاگ خودم گذاشتم!".[۵][۶][۷][۸][۹]
- مازیار ناظمی ادعا کرده‌است که وزیر بهداشت طرفدار پرسپولیس است. مازیار ناظمی با انتشار پستی در اینستاگرام این‌چنین نوشت که: «وزیر پرسپولیسی! حضور هاشمی وزیر بهداشت موقع عیادت از وزیر ورزش همزمان بود با حضور مدیران آبی و قرمز، کری خوانی مختصری درگرفت و دیدیم بله وزیر بهداشت تا دلت بخواهد قرمزِ خود مازیار ناظمی هم پرسپولیسی است.»[۱۰]
- مازیار ناظمی در صفحه‌اش در اینستاگرام بنا به تیترهای سایت‌های خبری یک افشاگری دربارهٔ پیامک‌هایی که به برنامه ۹۰ نمی‌رسد، انجام داده‌است. مازیار ناظمی در صفحه رسمی‌اش توضیحاتی را دربارهٔ اینکه چطور پیامک‌ها به برنامه ۹۰ نمی‌رسد داده‌است.[۱۱][۱۲][۱۳]
- در دوره‌ای مازیار ناظمی به‌عنوان نماینده حراست به همراه تیم تیراندازی باکمان به لاس‌وگاس آمریکا اعزام شد.[۱۴][۱۵][۱۶][۱۷] این سفر پرحاشیهٔ ۴ ورزشکار با ۶ همراه، به لاس‌وگاس، در نهایت با شکست کمان‌داران خاتمه یافت.[۱۵][۱۸]
- ناظمی در مطلبی اینستاگرامی، حسام نواب صفوی را نیز به تمسخر گرفت؛ و در صفحه شخصی خود در اینستاگرام به اظهارنظر این بازیگر سینما با اشاره به هم‌سفری‌اش با حسام نواب صفوی و پوشیدن کت چرم در هوای گرم برزیل توسط نواب صفوی در این سفر طعنه زد.[۱۹][۲۰][۲۱][۲۲]
- در آستانه بازگشت تیم ملی از برزیل مازیار ناظمی، مجری صداوسیما، که به مدیریت در وزارت ورزش رسیده بود در توییتر خود خبر از قهر کی روش و کفاشیان با یکدیگر داد، مازیار ناظمی در آستانه بازگشت تیم ملی از برزیل نوشت: «جام جهانی ۲۰۰۶ هم همراه تیم بودم به‌عنوان خبرنگار تلویزیون از قبل جام دعوا بود تا روز آخر و تا ۲۰ ماه بعد، خدا را شکر این بار به خیر گذشت». ناظمی در واکنش به این تویت، یکی از کاربران نوشت: «البته شایعه قهر رئیس فدراسیون و سرمربی بود که از دعوای بازیکنان فجیع تره آگه واقعیت داشته با شه»، که ناظمی ضمن تأیید محتویات آن اضافه کرد «سلام و علیک هم نمی‌کردن».[۲۳][۲۴]
- واکنش مازیار ناظمی به جنجال کتک خوردن ورزشکاران نوجوان ایرانی در مسابقات MMA کشور ارمنستان و پیگیری ان از سوی وزارت ورزش و فدراسیون‌ها واکنش مازیار ناظمی به حضور دختران ایرانی در مسابقات زیر زمینی ارمنستان

## فعالیتهای علمی و دانشگاهی
وی دارای دکتری ارتباطات است و از سال ۱۳۸۳ در دانشگاه جامع علمی کاربردی و دانشکده صدا و سیما مشغول تدریس است.

## داوری جشنواره‌های رسانه‌ای
مازیار ناظمی در چند دوره از جشنواره‌های رسانه‌ای در بخش داوری حضور داشته‌است، از جمله به عنوان داور بخش پادکست در دو جشنواره بین‌المللی نهم و دهم و عضو هیئت انتخاب آثار داخلی و خارجی جشنواره دوازدهم رادیو، داور بخش گزارشگران افتخاری در جشنواره رادیو، مسئول جشنواره وبلاگ‌نویسی جشنواره اردیبهشت رادیو معرفی گردید.

## افتخارات
مازیار ناظمی در چندین دوره از جشنواره‌های رادیویی و تلویزیونی از دید مردم و کارشناسان به عنوان گوینده و مجری برتر انتخاب شده‌است.
در جشنواره بین الملی رادیو که خرداد ۱۳۸۷ در شهر اصفهان برگزار شد در بخش سردبیری با برنامه نقد بی‌بی‌سی فارسی به مقام دوم رسید.{{نقد بی‌بی‌سی فارسی}}
گوینده برتر دومین جشنواره خبر و برنامه‌های سیاسی سال ۱۳۸۳. 

سردبیر برتر چهارمین جشنواره رادیو.